# 銘苅子
銘苅子（めかるし、沖縄語：ミカルシー）は、玉城朝薫によって創作された組踊の一つ。
初演年は未詳だが、1756年に尚穆王の冊封の祝宴にて上演されたとされている。天女と人間の結婚と別れを描いた抒情的な物語であり、能の名作『羽衣』との類似が指摘されている。
組踊黎明期に成立した「朝薫五番」の一作に数えられる。

## あらすじ
ある日、農夫の銘苅子（めかるし）は畑からの帰り道に、不思議な光と芳香に満ちた泉を見つける。そこで隠れて様子をうかがっていると、美しい天女が現れ、髪を洗い始める。銘苅子はその隙に羽衣を奪い、天女は天に帰れなくなってしまう。天女は仕方なく銘苅子の妻となり、やがて2人の子ども（姉の「おめなり」、弟の「おめけり」）を授かる。
時が流れ、ある日、子守唄を口ずさむ子どもたちの言葉から、羽衣の隠し場所が米蔵であることを知った天女は、夜、子どもたちを寝かしつけた後、羽衣を取り戻し、涙ながらに天に帰る。
残された姉弟は母を慕って泣き叫び、翌日から母を捜して歩く。父の銘苅子は、母は人間ではないからもう戻ってこないのだと諭す。
そこへ、首里王府の上使が現れ、王がこの不思議な話を耳にしたため、おめなりは王城で育てることとし、おめけりは成長後に取り立てる旨を伝え、銘苅子には士族の位を授けるという。親子は喜び、感謝して家に帰る。